# Team Krimson
Team Krimson is een stripverhaal uit de reeks van Suske en Wiske. Het is geschreven door Peter Van Gucht en getekend door Luc Morjaeu. Het kwam uit als 352ste album in de Vierkleurenreeks op 16 juni 2020. 

## Personages
- Suske, Wiske, tante Sidonia, Lambik, Jerom, professor Barabas, De Snor, Krimson, Mussels, Nukkels, Achiel, Abigail, personeel en patiënten sanatorium, bezoekers pretpark, agent, fabrikant, strandgangers, Sir Clover, chauffeurs transportfirma.

## Locaties
- villa van Krimson, sanatorium De Blanke Bergen, vakantiehuis in Blankenberge, Sealife, Pharmidabel, Afrika, Clover, magazijn

## Verhaal
Krimson krijgt fantastisch nieuws en vertrekt met Achiel, Mussels en Nukkels naar een sanatorium. Tante Sidonia is op bezoek bij haar vader, die ook in dit sanatorium is opgenomen. Ze logeert met Suske, Wiske en Lambik in een vakantiehuisje aan de kust. De Snor is verliefd op Abigail, een vrouw die ook in het sanatorium is opgenomen. Dit blijkt de moeder van Krimson te zijn. Ze keurt zijn levenswijze af en Krimson besluit te stoppen met zijn criminele organisatie om te proberen haar goedkeuring te krijgen. Dit is het enige wat belangrijk is voor hem. Abigail vertelt De Snor dat Krim, de vader van Krimson, trots was op zijn zoon. Hij studeerde af als dokter op zijn elfde. Maar Krimson kreeg zenuwinzinkingen en kreeg hysterische buien, waarna ze hem in een instelling plaatsten. Krimson werd kwaadaardig en ontsnapte. Daarna overleed Krim en jaren later kwam Krimson bij zijn moeder langs, maar ze stuurde hem weg. Ze verhuisde naar België, zodat hij haar niet zou vinden.
Inmiddels probeert Krimson een normale baan te vinden, maar met zijn strafblad valt dat niet mee. Hij mag Berlijnse bollen verkopen op het strand. De vrienden hebben een Belle epoque geregeld en hullen zich in 19e-eeuwse kleding. Dan komt er slecht nieuws, De Snor blijkt een virale aandoening te hebben en zijn situatie is kritiek. Hij is helemaal groen door 'cactusitus' en een medicijn is onbetaalbaar. Lambik belt professor Barabas en hij komt meteen langs. Professor Barabas zal proberen het medicijn te maken en Lambik gaat naar de fabrikant. Het medicijn blijkt verkocht te zijn aan Sir Clover die een zeer hoge prijs vraagt. Lambik besluit Jerom te bellen, maar hij zit in Afrika en zijn telefoon is stuk. Inmiddels heeft Krimson zijn eerste geld verdient buiten de criminaliteit, maar zijn moeder wijst hem nog altijd af.
Abigail heeft De Snor bezocht en ze is ook ziek geworden. Krimson wil haar redden en bezoekt Sir Clover en wil Mussels en Nukkels op hem afsturen, maar ze blijken inmiddels in dienst te zijn van deze man. Suske en Wiske stellen Krimson voor om samen te werken, zodat De Snor en Abigail gered kunnen worden. Krimson blijkt helemaal niet zo slecht te zijn als de vrienden dachten en Achiel legt uit dat zijn karakter door de pillen wordt beïnvloed. In de inrichting kreeg hij pillen tegen zijn hysterie en werd hierdoor kwaadaardig. Tante Sidonia vraagt zich af hoe Achiel dit weet. Het blijkt dat hij zijn verpleger was destijds. Suske en Wiske bedenken een plan. Ze willen met het vervoer van een dinosaurusei uit Zuid-Amerika binnendringen bij Sir Clover. Vermomd als agenten houden ze het busje tegen en Suske en Wiske verstoppen zich in het krat. In het magazijn vinden ze het medicijn Prictadin en met een speciaal voertuig wat in Roswell is aangekocht, kunnen ze ontsnappen.
Van de vijf ampullen zijn drie stuk gegaan, er zijn dus precies genoeg dosissen voor Abigail en De Snor. Lambik laat per ongeluk één ampul vallen. Abigail vindt dat Krimson nu eindelijk iets goed kan doen en ze staat er op dat De Snor de injectie krijgt. Sir Clover komt naar het sanatorium en hij staat er op het medicijn terug te krijgen. De laatste dosis is nog meer waard dan voorheen. Hij wordt echter zelf besmet met cactusitus. Tante Sidonia gaat naar Krimson, zijn moeder is overleden. Hij heeft er vrede mee, want zijn moeder heeft eindelijk gezegd dat hij iets goeds heeft gedaan. In het geestenrijk ziet Abigail haar man Krim en ze omhelsen elkaar. Krimson wil Achiel ontslaan en hij wil de armen helpen. Achiel geeft Krimson een pil en hij verandert weer en de kwaadachtige schurk. Het blijkt dat Achiel het geld van Krimson via een hack heeft teruggekregen. Met het medicijn van professor Barabas kunnen ze Sir Clover in leven houden, maar hij blijft ziek.